# Municipio de Columbus (Carolina del Norte)
El municipio de Columbus (en inglés: Columbus Township) es un municipio ubicado en el  condado de Polk en el estado estadounidense de Carolina del Norte. En el año 2010 tenía una población de 6.474 habitantes.

## Geografía
El municipio de Columbus se encuentra ubicado en las coordenadas 35°14′58.41″N 82°9′1.41″O / 35.2495583, -82.1503917.